# Lycomède (Samos)
Pour l’article homonyme, voir Lycomède.
Dans la mythologie grecque, Lycomède (en grec ancien Λυκομήδης / Lukomḗdēs) est le fils d'Apollon et de Parthénope.

## Étymologie
Le nom Λυκομήδης / Lukomḗdēs est sans doute composé de λύκος / lúkos (« loup ») et de μήδομαι / mḗdomai (« méditer », « penser à », « songer à ») : il signifie « qui pense comme un loup », dans le sens de « rusé ».

## Mythe
Lycomède est connu par Pausanias le Périégète dans la Description de la Grèce : dans le passage en question, Pausanias cite Asios de Samos et traite de l'histoire ancienne de l'île de Samos, en la réduisant à une liste généalogique. Il s'agit de la seule mention de ce personnage.
Lycomède est le fils d'Apollon et de Parthénope, fille d'Ancée, le roi des Lélèges de Samos.

## Représentation
Un cratère attique à figures noires, daté de la fin du VIe siècle av. J.-C. et conservé au Metropolitan Museum of Art, représente peut-être Lycomède.
Dans la scène qui figure sur le vase, Apollon et Héraclès se disputent le trépied sacrificiel de Delphes, sous le regard d'Artémis et d'Athéna, ainsi que de leurs auriges respectifs, Lycomède et Iolaos ; tous les personnages sont nommés. Lycomède y est représenté sous les traits d'un homme barbu, vêtu d'une longue tunique et portant une épée,.
Si un Lycomède aurige d'Apollon est inconnu dans les sources littéraires, Dietrich von Bothmer propose d'identifier ce personnage comme celui décrit par Pausanias, en se basant notamment sur l'origine samienne présumée de l'artiste,. Cependant, cette identification est mise à mal par le fait qu'Apollon est représenté comme un éphèbe, alors que son fils supposé est un homme mature. De plus, le nom de Lycomède est accompagné de la mention « καλὸς », pouvant suggéré qu'il s'agisse d'une inscription kalos.

### Sources antiques
- Pausanias, Description de la Grèce [détail des éditions] [lire en ligne], VII, 4, 1.